# Brian Dawkins
Pour les articles homonymes, voir Dawkins.
Pro Football Hall of Fame 2018
(en) Statistiques sur pro-football-reference
Brian Patrick Dawkins Sr., né le 13 octobre 1973 à Jacksonville (Floride), est un joueur américain de football américain.

## Carrière
Étudiant à l'université de Clemson, il fut drafté en 1996 à la 64e place (second tour) par les Eagles de Philadelphie. Il évoluait au poste de safety avec le no 20 au sein de cette franchise jusqu'en 2009 où il rejoint les Broncos de Denver en tant qu'agent libre.
En avril 2012, il annonce sa retraite puis rejoint de nouveau Philadelphie pour achever sa carrière sous les couleurs des Eagles. Son numéro a été retiré le 30 septembre 2012 avant le match opposant les Eagles aux Giants de New York.    
Il participa onze fois au Pro Bowl et fut six fois All-Pro. Il fait partie de l'équipe NFL de la décennie 2000.
Brian Dawkins était surtout connu pour sa physicalité en combinant des interceptions spectaculaires et de gros plaquages.

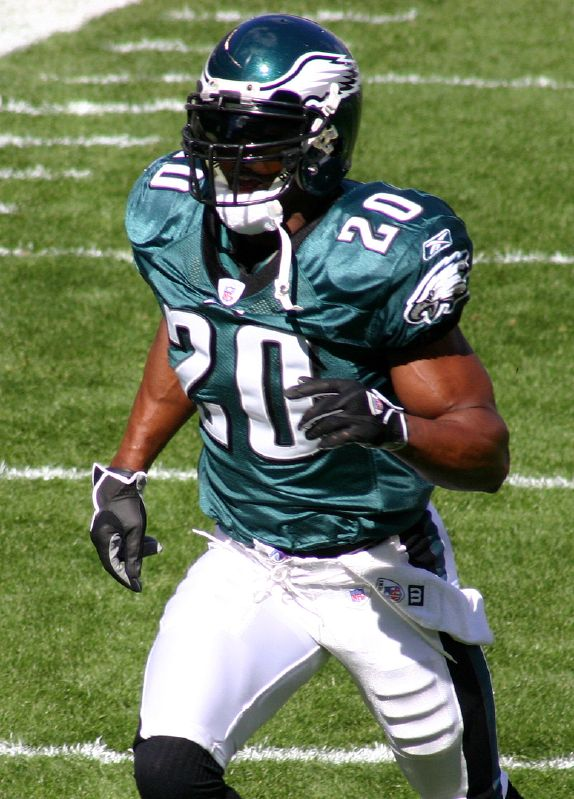
Brian Dawkins.